# Šekovići
Šekovići (v srbské cyrilici Шековићи) jsou město a sídlo opštiny v Republice srbské, v Bosně a Hercegovině. Nachází se v východní části země, v blízkosti regionu Podriní. Mají 1519 obyvatel.
Na území opštiny Šekovići se nacházejí dva kláštery, a sice Klášter Lovnica z konce 13. století a Klášter Papraća z 15. století. V krajině se nacházejí rovněž i dvě nekropole stećků.